# Trédrez-Locquémeau
Trédrez-Locquémeau é uma comuna francesa na região administrativa da Bretanha, no departamento Côtes-d'Armor. Estende-se por uma área de 10,69 km². Em 2010 a comuna tinha 1 482 habitantes (densidade: 138,6 hab./km²).